# Mir Jafar
Mir Jafar Ali Khan Bahadur (* 1691; † 5. Februar 1765) war der erste Nawab von Bengalen, der unter dem Einfluss der britischen Ostindien-Kompanie stand. Er regierte von 1757 bis 1760 sowie von 1763 bis 1765.

## Leben

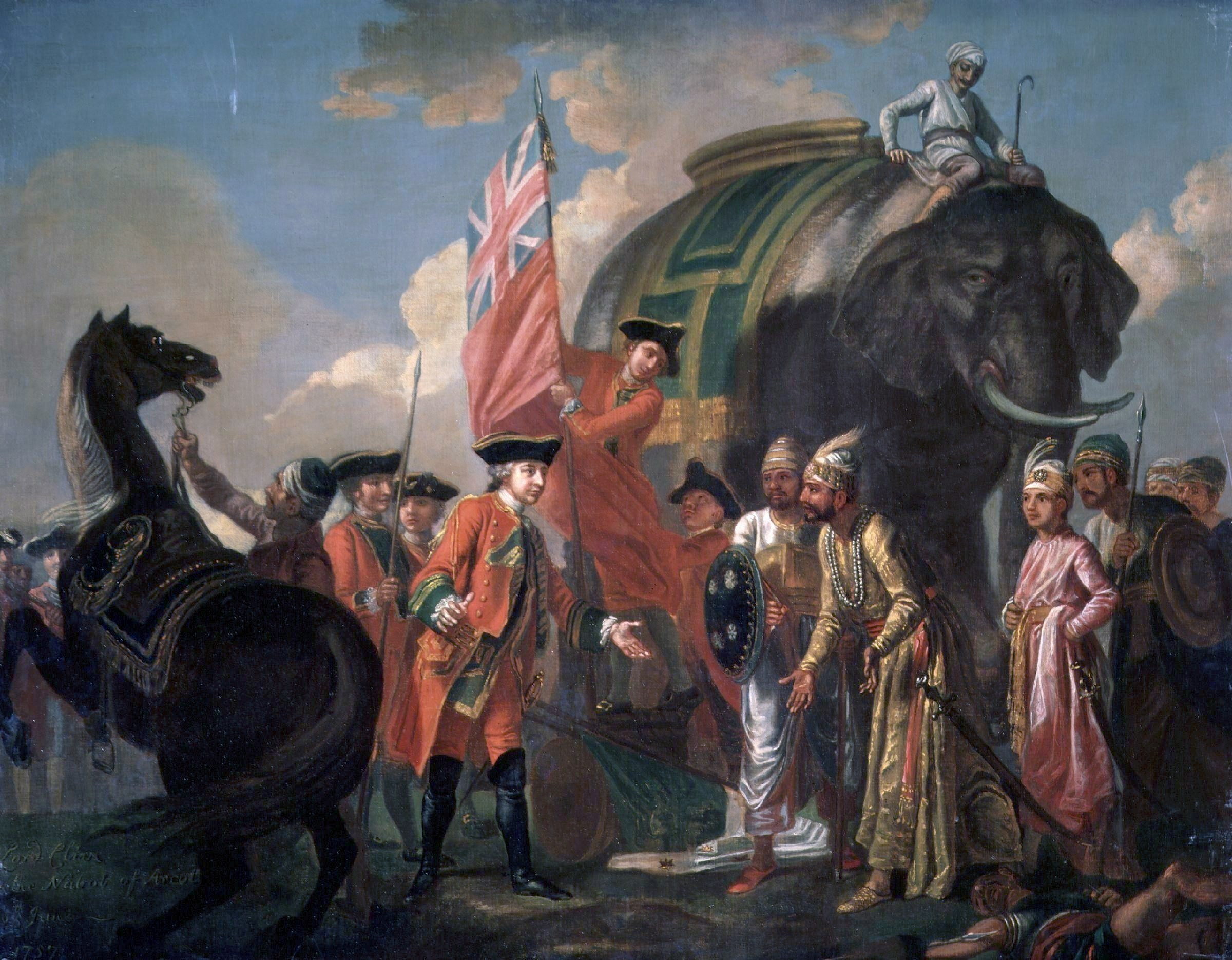
Mir Jafar (rechts) und Robert Clive nach der Schlacht bei Plassey

In der Schlacht bei Plassey unterstützte er die britischen Truppen unter der Führung von Robert Clive, indem er einen Pakt mit ihnen schloss und sich mit seinen Soldaten gegen die Truppen des Nawab von Bengal Siraj-ud-Daula stellte. Als Belohnung wurde er nach der Schlacht von Plassey von den Briten als Nawab eingesetzt.
Schon bald wehrte sich Mir Jafar gegen die harten wirtschaftlichen Auflagen der britischen Ostindien-Kompanie und schmiedete mit den Holländern einen Pakt gegen die Briten. Nach der Schlacht bei Chinsurah wurde er abgesetzt. Im Jahr 1763 konnte er das Vertrauen wiedergewinnen und war bis zu seinem Tod 1765 Nawab. Das Wort mirjafar wurde in Indien als Synonym für „Verräter“ verwendet.
In dem Film Kampf um Indien aus dem Jahr 1935 wird Jafar von Cesar Romero dargestellt.